# Prince Rajcomar
Prince Linval Reuben Mathilda Rajcomar (Maastricht, 25 april 1985) is een voormalige Nederlands-Curaçaos voetballer die bij voorkeur als aanvaller speelde. Rajcomar debuteerde in 2014 als international voor Curaçao, nadat hij eerder diverse jeugdinterlands speelde voor Nederlandse nationale selecties. Hij speelde voor Curaçao in totaal 9 interlands en scoorde 6 doelpunten.

## Clubvoetbal
Rajcomar begon zijn loopbaan in 2002 bij Fortuna Sittard. Na twee seizoenen maakte hij op jonge leeftijd een zodanig goede indruk in de Eerste Divisie, dat hij op negentienjarige leeftijd naar FC Utrecht vertrok. Na één seizoen in de Domstad werd Rajcomar voor één seizoen verhuurd aan FC Den Bosch.
Nadat transfers naar KVSK United in de Belgische Tweede Klasse en VVV-Venlo mislukten maakte Rajcomar in 2007 de overstap naar het IJslandse UMF Breiðablik, waar hij topscoorder werd in zijn eerste seizoen met 19 doelpunten uit 34 wedstrijden. Vanaf januari 2009 speelde hij voor KR Reykjavík en sinds oktober 2009 voor het Hongaarse Zalaegerszegi TE. Kort voor de seizoensstart in 2011 werd Rajcomar verhuurd aan MVV Maastricht.
Een jaar later tekende hij een tweejarig contract bij zijn oude werkgever Fortuna Sittard. Op 19 juli 2013 maakte VVV bekend dat Rajcomar een eenjarige verbintenis bij de Venlose club heeft getekend. Nog voor het einde van het einde van het seizoen 2013-2014 liet VVV weten het contract niet te zullen verlengen. Nadat hij een half jaar zonder club zat, tekende hij in januari 2015 een contract voor een jaar bij BEC Tero Sasana uit Thailand. Rajcomar sloot zich in augustus 2015 vervolgens op amateurbasis aan bij MVV Maastricht. In januari 2016 tekende hij een contract bij het Roemeense ACS Poli Timișoara. Hij verliet de club na een half jaar en sloot begin 2017 aan bij KFC Oosterzonen.  In oktober 2017 verbond hij zich na een stage aan het Duitse Rot-Weiss Frankfurt dat uitkomt in de Hessenliga. In november werd de amateurverbinding echter weer ontbonden toen bleek dat hij pas vanaf 1 januari speelgerechtigd zou zijn. Eind september 2018 vond hij in Patro Eisden Maasmechelen een nieuwe club. Hier vertrok hij medio 2019. In 2020 ging hij voor Kozakken Boys in de Tweede divisie spelen.

## Interlands
Rajcomar kwam ook enkele keren uit voor Jong Oranje en doorliep verschillende jeugdelftallen van onder 16 tot 21. Door zijn goede staat als aanvaller bij Fortuna Sittard en uitstekende techniek, werd de aanvaller van eredivisionist FC Utrecht opgenomen in de selectie van Nederland op het Wereldkampioenschap voetbal onder de 20 jaar in 2005. Van de 5 wedstrijden die Nederland speelde op het WK, speelde Rajcomar 2 jeugdinterlands, waarvan 1 in de basis. In de kwartfinale werd Nederland uitgeschakeld door de latere finalist Nigeria. Na het WK in 2005 werd Rajcomar door zijn stap naar buitenland uit het oog verloren. Toch liet hij in een interview doorschemeren de hoop te houden ooit nog voor het Nederlands elftal te kunnen uitkomen. Tot op heden wees hij de uitnodigingen van het Nederlands-Antilliaans voetbalelftal dan ook af. In september 2014 debuteerde hij voor het Curaçaos voetbalelftal, waarvoor hij daarna nog 8 interlands speelde. Hij maakte 3 doelpunten.

## Carrière
| Seizoen | Club                | Competitie             | Duels | Goals |
| ------- | ------------------- | ---------------------- | ----- | ----- |
| 2002/03 | Fortuna Sittard     | Eerste divisie         | 19    | 0     |
| 2003/04 | Fortuna Sittard     | Eerste divisie         | 31    | 8     |
| 2004/05 | FC Utrecht          | Eredivisie             | 20    | 0     |
| 2005/06 | FC Den Bosch        | Eerste divisie         | 37    | 11    |
| 2006/07 | FC Utrecht          | Eredivisie             | 0     | 0     |
| 2007    | UMF Breiðablik      | Úrvalsdeild            | 16    | 9     |
| 2008    | UMF Breiðablik      | Úrvalsdeild            | 18    | 10    |
| 2009    | KR Reykjavík        | Úrvalsdeild            | 15    | 9     |
| 2009/10 | Zalaegerszegi TE    | Magyar Liga            | 11    | 4     |
| 2010/11 | Zalaegerszegi TE    | Magyar Liga            | 27    | 12    |
| 2011/12 | Zalaegerszegi TE    | Magyar Liga            | 1     | 1     |
| 2011/12 | MVV Maastricht      | Eerste divisie         | 33    | 16    |
| 2012/13 | Fortuna Sittard     | Eerste divisie         | 30    | 7     |
| 2013/14 | VVV-Venlo           | Eerste divisie         | 33    | 5     |
| 2015    | BEC Tero Sasana FC  | Thai Premier League    | 10    | 6     |
| 2015/16 | MVV Maastricht      | Eerste divisie         | 9     | 1     |
| 2015/16 | ACS Poli Timișoara  | Liga 1                 | 5     | 0     |
| 2016/17 | KFC Oosterzonen     | Eerste klasse amateurs | 11    | 0     |
| 2017/18 | Rot-Weiss Frankfurt | Hessenliga             | 0     | 0     |
| 2018/19 | Patro Eisden        | Tweede klasse amateurs | 14    | 2     |
| 2019/20 | Patro Eisden        | Eerste klasse amateurs | 0     | 0     |
| 2020/21 | Kozakken Boys       | Tweede divisie         | 4     | 0     |
| Totaal  | Totaal              | Totaal                 | 344   | 101   |